# Superior Unit Award
Superior Unit Award (Army Superior Unit Award – ASUA) – odznaczenie Armii Stanów Zjednoczonych przyznawane w czasie pokoju każdej jednostce Armii, która wykaże się wybitnymi zasługami. Jest to zielono-czerwona wstążka, zamknięta w złotej ramie.
Odznaczenie Superior Unit Award zostało ustanowione przez SECARMY (Sekretarza Armii Stanów Zjednoczonych (nie mylić z Sekretarzem obrony Stanów Zjednoczonych)) 8 kwietnia 1985 roku w celu uznania wybitnych zasług w czasie pokoju w trudnej i wymagającej misji przeprowadzonej w nadzwyczajnych okolicznościach. Okoliczności mogą być uznane za nadzwyczajne, gdy nie odzwierciedlają typowych codziennych zadań wykonywanych przez jednostkę w normalnych warunkach.
Kryteria przyznawania odznaczenia zostały zmienione przez SECARMY w lipcu 1986 r. Zmiana ta usunęła słowa „wyjątkowy” i „interes narodowy”. Tylko dwie jednostki otrzymały ASUA przed zmianami. Pierwsza z nich to 164 kompania Żandarmerii Wojskowej 59 Brygady Artylerii (164th Military Police Company 59th Ordnance Brigade) w Miesau w Niemczech Zachodnich w maju 1985 r. za działania antyterrorystyczne podczas operacji nuklearnych NATO. Drugą był 3 batalion  340 pułku piechoty, 502 Brygady Piechoty, 101 Dywizji Powietrznodesantowej. W grudniu 1985 w Gander na Nowej Fundlandii doszło do katastrofy lotniczej z udziałem samolotu Douglas DC-8 – lot Arrow Air 1285. Prawie 200 z 248 powracających do domu ze służby w Międzynarodowych Siłach Obserwacyjnych na półwyspie Synaj żołnierzy, którzy zginęli w katastrofie pochodziło z 3 batalionu.
17 września 1991 w memorandum do Sekretarza Armii, Adiutant Generalny (TAG) poprosił o zgodę na stworzenie przypinki do klapy (w formie baretki), która mogłaby być noszona przez wszystkich członków jednostek wyróżnionych Superior Unit Award. Zalecenie to wynikało z faktu, że odznaczenie było przyznawane jednostkom ze znaczną liczbą pracujących w nich osób cywilnych i nie było widocznych sposobów ich rozpoznania. Zmiana ta umożliwiła wydanie emblematu zarówno personelowi wojskowemu, jak i cywilnemu. Sekretarz Armii zatwierdził zalecenie 12 grudnia 1991 r.